# Александров, Борис Александрович
Бори́с Алекса́ндрович Алекса́ндров (22 июля [4 августа] 1905, Бологое, Новгородская губерния, Российская империя — 17 июня 1994, Москва, Россия) — советский и российский композитор, хоровой дирижёр, хормейстер, педагог. Герой Социалистического Труда (1975), народный артист СССР (1958), лауреат Ленинской (1978) и Сталинской премии I степени (1950). Кавалер трёх орденов Ленина (1949, 1967, 1975). Генерал-майор (1972).

## Биография
Родился 22 июля (4 августа) 1905 года (по другим источникам — 2 августа) в городе Бологое (ныне в Тверской области, Россия).
Начальное музыкальное образование получил в Тверской музыкальной школе. С 1912 года пел в хоре отца, в 1918—1921 — в детском хоре Большого театра, позже — в хоре Храма Христа Спасителя. С 1923 по 1929 год руководил различными музыкальными клубами, преподавал теоретические предметы в музыкальном техникуме в Москве.
Окончил Пречистенские рабочие курсы по классу изобразительного искусства, Музыкальный техникум имени А. Н. Скрябина (ныне Академическое музыкальное училище при Московской консерватории), в 1929 году — Московскую консерваторию им. П. И. Чайковского по классу композиции Р. М. Глиэра.
С 1930 по 1937 год — дирижёр и заведующий музыкальной частью Центрального театра Красной армии.
С 1933 по 1941 год — преподаватель Московской консерватории по классу чтения партитур и инструментовки (с 1939 — доцент).
В 1929—1930 годах — дирижёр, с 1937 (с перерывами) — дирижёр и заместитель художественного руководителя, с 1946, после смерти отца — начальник, художественный руководитель и дирижёр Ансамбля песни и пляски Советской армии имени А. В. Александрова. Вместе с ансамблем выезжал на различные участки фронта. В репертуар ансамбля песни и пляски вошло около ста песен, среди которых «Красная Армия — Советская Армия», «Да здравствует наша держава», «Песня о России», «Шли солдаты», «Песня Победы» и многие другие.
В 1942—1946 годах — организатор и художественный руководитель Ансамбля советской песни Всесоюзного радио.
Как руководитель Ансамбля песни и пляски Советской армии объездил с гастролями практически весь Советский Союз, около 70 раз выезжал за рубеж.
В ансамбле работал до 1987 года.
Автор книги воспоминаний «Песня зовёт» (Москва, издательство «Молодая гвардия», 1982), ряда статей о музыке.
Член Союза композиторов СССР.
Член ВКП(б) с 1943 года.
Скончался 17 июня (по другим источникам — 16 июня) 1994 года на 89-м году жизни в Москве. Похоронен рядом с отцом на Новодевичьем кладбище.

### Семья
- Отец — Александр Васильевич Александров (1883—1946)[6], композитор, дирижёр, педагог, народный артист СССР (1937), лауреат двух Сталинских премий (1942, 1946), начальник, художественный руководитель и главный дирижёр Краснознамённого ансамбля (1928—1946).
- Мать — Ксения Павловна, урожд. Морозова (1883—1964)[6], хористка соборного хора в Бологом.
- Брат — Владимир Александрович Александров (1910—1978)[6], композитор, дирижёр, заслуженный артист РСФСР (1949), заслуженный деятель искусств РСФСР (1960), руководитель и дирижёр оркестра Краснознамённого ансамбля (1942—1968).
- Брат — Александр Александрович Александров (1912—1942)[6], композитор, дирижёр, руководитель оркестра Краснознамённого ансамбля (1938—1942).
- Жена — Ольга Михайловна Александрова, урожд. Сирина (1905—1999), балерина[7][6]
- Сын — Олег Борисович (1933—1959)[6], также работал в Ансамбле.
- Племянники — Юрий Александрович, также работал в Ансамбле, Евгений Владимирович (1938—2017)[6], директор и хранитель музея Краснознамённого ансамбля и семьи Александровых.

## Звания и награды
Почётные звания:
- Герой Социалистического Труда (1975)
- Заслуженный артист РСФСР (1944)
- Народный артист РСФСР (1948)[8]
- Народный артист СССР (1958)

Государственные премии:
- Сталинская премия I степени (1950) — за концертно-исполнительскую деятельность ДКАППСА имени А. В. Александрова
- Ленинская премия (1978) — за концертную программу (1975—1976)
- Государственная премия РСФСР имени М. И. Глинки (1985) — за ораторию-поэму «Дело Ленина бессмертно», кантату «Тебе присягаем, Отчизна», песни «Ленин», «Шёл солдат», «Я о мире пою», «Отчизна», «Песня мужества» и концертные программы (1982—1984)

Ордена и медали:
- Три ордена Ленина (1949, 1967, 1975)
- орден Октябрьской Революции (1985)
- орден Отечественной войны II степени (1985)
- орден Трудового Красного Знамени (1964)
- орден «За службу Родине в Вооружённых Силах СССР» III степени (1982)
- Медаль «За боевые заслуги» (1953)
- Медаль «За трудовое отличие» (1939)
- Медаль «За оборону Москвы»
- Медаль «В ознаменование 100-летия со дня рождения Владимира Ильича Ленина»
- Медаль «За победу над Германией в Великой Отечественной войне 1941-1945 гг.»
- Медаль «Ветеран Вооружённых Сил СССР»
- Медаль «За освоение целинных земель»
- Медаль «За доблестный труд в Великой Отечественной войне 1941—1945 гг.»
- Медаль «За безупречную службу» I степени
- орден «9 сентября 1944 года» I степени (НРБ)
- орден Красного Знамени (Монголия)

Другие награды:
- ордена и медали иностранных государств
- Золотая медаль имени А. В. Александрова (1971) — за оратории «Солдат Октября защищает мир» и «Дело Ленина бессмертно»

## Сочинения
Балеты
- «Левша» (по Николаю Лескову, 1955, Свердловский театр оперы и балета)
- «Дружба юных» (1954)

Оперетты
- «Свадьба в Малиновке» (1937, Московский Театр оперетты; в 1967 экранизирована)
- «Сотый тигр» (1939, Ленинградский театр музыкальной комедии)
- «Год спустя» (1940, Москва)
- «Рядом с тобой» («Правая рука»; 1940, Москва)
- «Девушка из Барселоны» (1942, Московский театр оперетты)
- «Моя Гюзель» (1946, Московский театр оперетты)
- «101-я жена» (1954)
- «Кому улыбаются звёзды» (1972, Одесский театр музыкальной комедии)

Оратории
- «Солдат Октября защищает мир» (1967)
- «Дело Ленина бессмертно» (оратория-поэма) (1970)

Для голоса и оркестра
- сюита-триптих «На страже мира» (сл. А. Годова, 1971)

Для оркестра
- 2 симфонии (1928, 1930)
- Китайская сюита (1953)
- увертюра к открытию ВСХВ (1955)

Для фортепиано с оркестром
- Фантазия (1957)
- Индийская сюита (1958)

Для солистов, хора и оркестра
- 3 кантаты, в том числе «Тебе присягаем, Отчизна»

Концерты для инструментов с оркестром
- для фортепиано (1929), трубы (1933), кларнета (1936)

Камерные инструментальные ансамбли
- 2 струнных квартета (в том числе 1931), квартет для деревянных духовых инструментов (1932)

Другое
- песни, в том числе «Да здравствует наша держава» (слова Александра Шилова, 1942), «Песня победы»(сл. А. Годова и А. Шилова, 1945), «Молодость мира» (сл. Г. Рублёва, 1953), «Песня объединенных армий» (сл. Л. Ошанина, 1958), «Партию славит народ» (сл. С. Острового, 1962), «Шёл солдат», «Песня о Ленине» (сл. С. Острового, 1960), «Шли солдаты» (сл. А. Досталя, 1965), «Есть такая партия!» (сл. С. Бенке, 1971), «Я о мире пою», «Отчизна», «Песня мужества», «Красная Армия — Советская Армия», «Песня о России» (сл. Ю. Каменецкого, 1957), «Баллада о Ленине» (1967), «Песня о Десятой армии», «Буденовская-кавалерийская», «В путь- дорогу» («Ничего нет на свете прекрасней дороги»), «Едем, едем в армию», «Любимые, вспомните нас»[9].
- обработки народных песен (более 100), пляски для ансамбля.
- музыка к драматическим спектаклям и др. произведения

## Композиторская фильмография
- 1958 — Сержанты
- 1967 — Свадьба в Малиновке

## Память
- В Москве на доме, в котором жил Б. Александров, установлена мемориальная доска.